# Aartsbisdom Lecce
Het aartsbisdom Lecce (Latijn: Archidioecesis Lyciensis; Italiaans: Arcidiocesi di Lecce) is een in Italië gelegen rooms-katholiek aartsbisdom met zetel in de stad Lecce. De aartsbisschop van Lecce is metropoliet van de kerkprovincie Lecce, waartoe ook de volgende suffragane bisdommen behoren:
- Aartsbisdom Brindisi-Ostuni
- Aartsbisdom Otranto
- Bisdom Nardò-Gallipoli
- Bisdom Ugento-Santa Maria di Leuca

## Geschiedenis
De oorsprong van het bisdom gaat terug tot de 1e eeuw. De traditie wil dat de heilige Orontius van Lecce de eerste bisschop was; Orontius en zijn neef Fortunatus waren leerling van de apostel Paulus. Volgens de traditie onthoofdden de Romeinen hem buiten de stad, op een plek waar thans een heiligdom voor hem staat.
Het bisdom Lecce werd opgericht in 1057 en was suffragaan aan het aartsbisdom Benevento. Op 17 mei 1518 werd het bisdom Alessano toegevoegd aan het territorium. Op 28 september 1960 werd Lecce, door de apostolische constitutie Cum a nobis van paus Johannes XXIII, een immediatum. Op 20 oktober 1980 werd het bisdom door paus Johannes Paulus II met de apostolische constitutie Conferentia Episcopalis Apuliae tot aartsbisdom verheven.

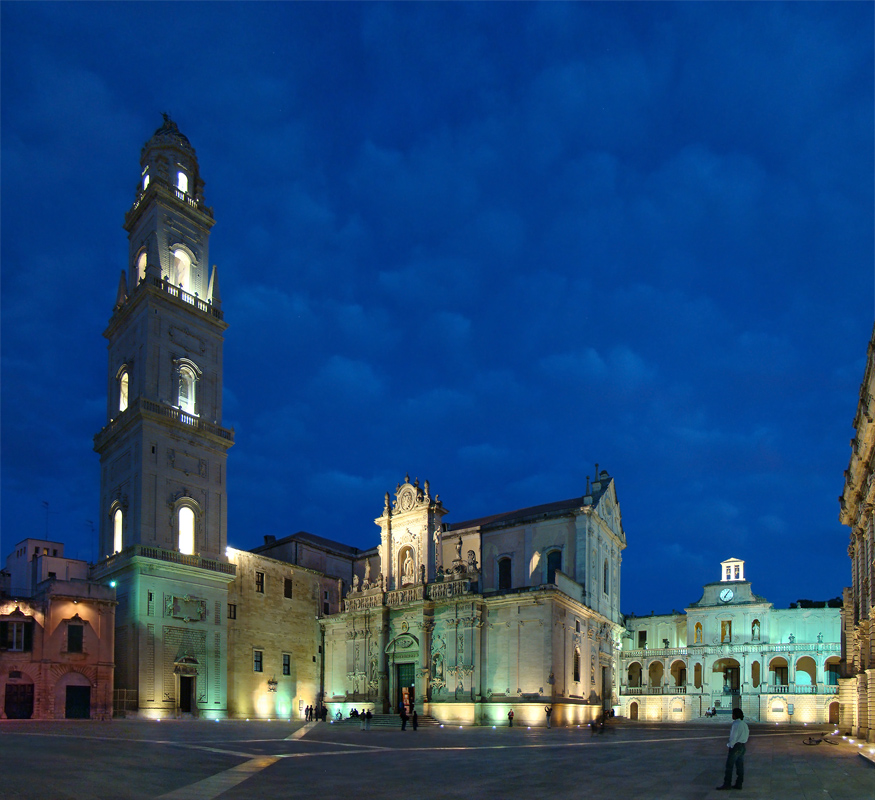
Kathedraal van Lecce
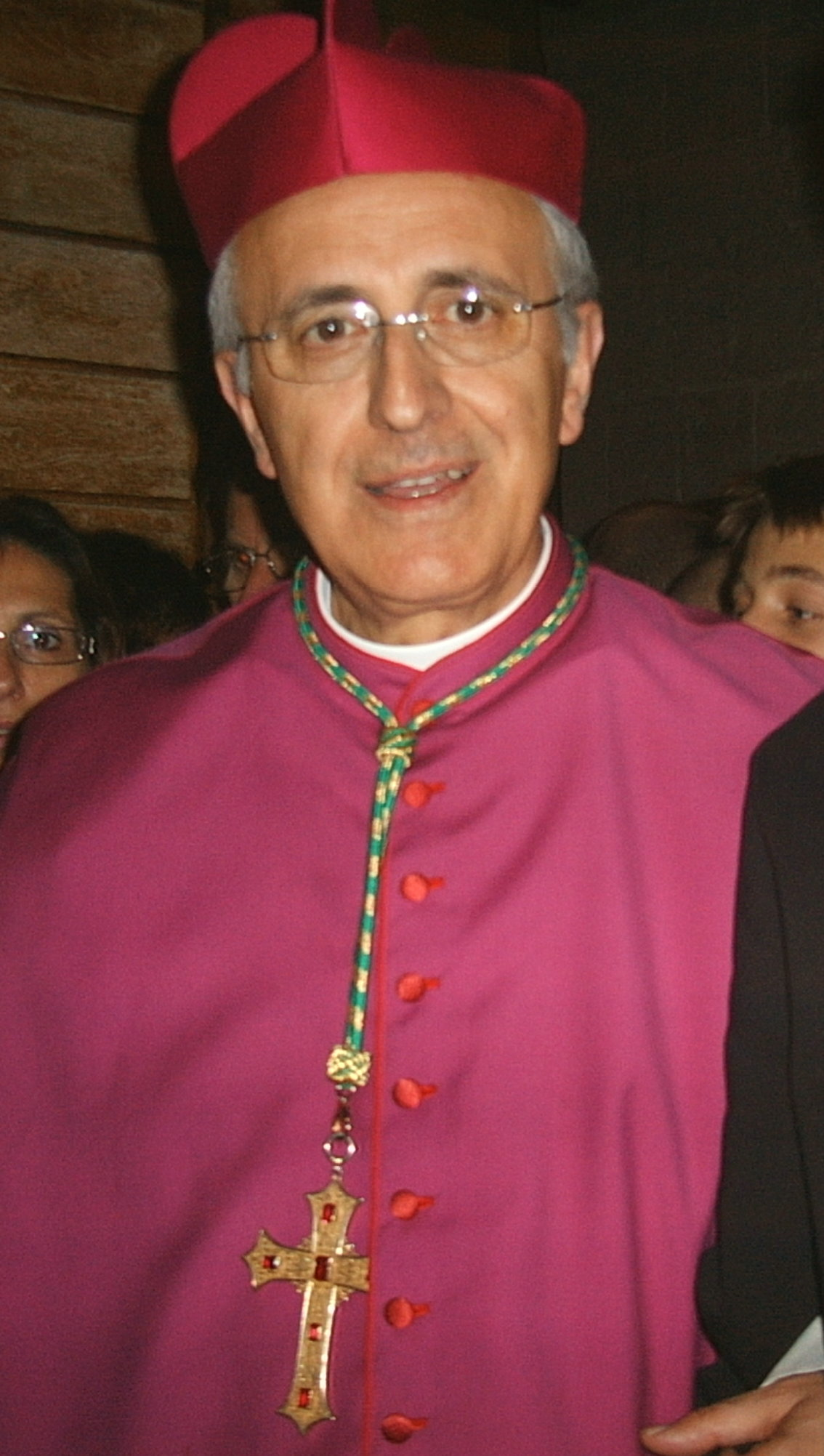
Aartsbisschop Domenico Umberto D'Ambrosio

## Bisschoppen van Lecce
- genoemd 1057: Teodoro Bonsecolo
- genoemd 1114: Formoso
- genoemd 1179: Penetrano
- 1180–?: Pietro Guarini
- 1200–?: Fulco Bello
- 1214–?: Roberto Vultorico
- 1246–?: Marco Ziani
- genoemd 1253: M. Gualterio
- genoemd 1301 en 1339: Roberto de Noha
- 1339–?: Giovanni de Glandis
- 1348–? Roberto
- 1384–? Nicola da Taranto
- 1386–? Ludovico
- 1386–? Leonardo
- 1391–?: Antonio da Viterbo, O.F.M.
- 1409–?: Tommaso Morganti
- 1413–?: Gurello Ciccaro
- 1429–1438: Tommaso Ammirato, O.S.B.
- 1438–1453: Guido da Lecce, O.F.M. (aartsbisschop van Bari)
- 1453–1484: Antonio Ricci
- 1484–1485: Roberto Caracciolo, O.F.M. (auch Bischof von Aquino)
- 1485–1498: Marco Antonio de' Tolomei
  - 1498–1502: Luigi d’Aragona (Apostolisch administrator)
- 1502–?: Giacomo Piscicelli
- 1508–1511: Pietro Matteo d'Aquino
- 1511–1517: Ugolino Martelli (ook bisschop van Narni)
- 1517–1525: Giovanni Antonio Acquaviva d'Aragona
- 1525–?: Consalvo de' Sangro
- ?–1534: Alfonso de' Sangro
- 1534: Giovanni Battista Castromediano
  - 1534–1535: Ippolito de’ Medici (Apostolisch administrator)
- 1552–?: Braccio Martelli
  - 1560–1560: Giovanni Michele Saraceni (Apostolisch administrator)
- 1560–1591: Annibale Saraceni
- 1591–1639: Scipione Spina
- 1639–1670: Luigi Pappacoda
- 1671–1681: Antonio Pignatelli
- 1682–1695: Michele Pignatelli, C.R.
- 1695–1734: Fabrizio Pignatelli
- 1735–1744: Giuseppe Maria Ruffo di Bagnara (ook aartsbisschop van Capua)
- 1744–1751: Scipione Sersale
- 1751–1783: Alfonso Sozy Carafa, C.R.S.
- 1792–1796: Salvatore Spinelli, O.S.B.Cas. (ook aartsbisschop van Salerno)
- 1818–1862: Nicola Caputo de' Marchesi di Cerreto
- 1872-1877: Valerio Laspro (ook aartsbisschop van Salerno-Acerno)
- 1877–1898: Salvatore Luigi Zola, C.R.L.
- 1898–1901: Evangelista di Milia, O.F.M.Cap.
- 1902–1927: Gennaro Trama
- 1928–1950: Alberto Costa
- 1950–1980: Francesco Minerva (daarna aartsbisschop)

### Aartsbisschoppen
- 1980–1981: Francesco Minerva (daarvoor bisschop)
- 1981–1988: Michele Mincuzzi
- 1988–2009: Cosmo Francesco Ruppi
- 2009–heden: Domenico Umberto D’Ambrosio